# Чудля (село)
Чудля (укр. Чудля) — село во Владимирецкой поселковой общине Варашского района Ровненской области Украины.
До 2020 года входило во Владимирецкий район.
Население по переписи 2001 года составляло 334 человека. Почтовый индекс — 34362. Телефонный код — 3634. Код КОАТУУ — 5620886602.